# Schronisko TTN na Kalatówkach
Schronisko TTN im. Aleksandra Bobkowskiego na Kalatówkach – nieistniejące obecnie schronisko turystyczne położone dawniej na polanie Kalatówki w Tatrach Zachodnich. Zostało wybudowane przez Tatrzańskie Towarzystwo Narciarzy. Spłonęło w czasie II wojny światowej.

## Historia
W październiku 1910 roku w gronie członków krakowskiego koła Karpackiego Towarzystwa Narciarzy podjęto decyzję o jego usamodzielnieniu. Koło zostało rozwiązane, a w jego miejsce powołano stowarzyszenie „Narta” niemal natychmiast przemianowane na Tatrzańskie Towarzystwo Narciarzy (TTN). Nowa organizacja bardzo szybko rozpoczęła starania o wybudowanie w Tatrach własnego schroniska. Jako najlepsze miejsce do uprawiania turystyki narciarskiej, a jednocześnie leżące nieopodal Zakopanego wybrano Kalatówki (Kalackie Koryto). Już w pierwszych miesiącach po swoim powołaniu TTN podnajęło od Towarzystwa Tatrzańskiego szałas pasterski Michała Kamińskiego z Szaflar, który prowizorycznie omszono (uszczelniono) i zaopatrzono w podstawowe sprzęty. Jednocześnie zwrócono się do austriackiego Ministerstwa Robót Publicznych o przyznanie dotacji w wysokości 10 tys. koron (kr) na budowę nowego obiektu. Płatne w dwóch ratach wsparcie rządowe uzyskano dzięki wstawiennictwu Karola Liszewskiego. Budowa schroniska miała szanse powodzenia także dzięki przychylności właściciela dóbr zakopiańskich hr. Władysława Zamoyskiego, który zdecydował się na wydzierżawienie działki na skraju Kalatówek na 15 lat za cenę zaledwie 1 kr rocznie.
Wstępne prace konstrukcyjne rozpoczęto w październiku 1910 roku, a niedługo później podpisano umowę z wykonawcą Józefem Różyckim, któremu pomagał murarz i taternik Henryk Bednarski. Z uwagi na niekorzystne warunki atmosferyczne w okresie zimowym prace zakończono dopiero późną wiosną 1912 roku. Odbiór budynku nastąpił 7 lipca 1912 r., jednak ze względu na liczne niedociągnięcia zobowiązano wykonawcę do ich usunięcia. Mimo przeprowadzenia dalszych prac w schronisku nadal miała jednak panować wilgoć, za co Towarzystwo ponownie obwiniało wykonawcę. Ten jednak który odmawiał przyjęcia kolejnej reklamacji – strony nie potrafiły się porozumieć, wobec czego sprawę skierowano na drogę sądową. Ostatecznie w pełni wyposażony obiekt oddano do użytku 25 grudnia 1912 r., zaś uroczyste otwarcie musiano przesunąć z 8 grudnia 1912 r. na 5 stycznia 1913 r. Wśród zaproszonych gości znaleźli się delegaci Karpackiego Towarzystwa Narciarzy oraz sekcji narciarskich Akademickiego Klubu Turystycznego, Akademickiego Związku Sportowego czy Beskidenverein, a poświęcenia obiektu dokonał zakopiański prałat Kazimierz Kaszelewski. Sama uroczystość połączona była z dwudniowymi zawodami narciarskimi, w których zwyciężył reprezentant gospodarzy Jan Hubert. Koszt budowy schroniska wyniósł 17 523,20 kr. Pierwszym gospodarzem obiektu został Stanisław Mroczkowski.
W okresie I wojny światowej w sezonach zimowych schronisko zajęte było na potrzeby austro-węgierskiej armii, która organizowała w tym miejscu kursy narciarskie dla żołnierzy. W tym czasie klucze do budynku przechowywane były w Zakopanem, niemniej gdy jeden z pododdziałów na przełomie 1914 i 1915 roku nie odebrał kluczy, nie mogąc dostać się do środka, zniszczył drzwi. W konsekwencji przy opuszczaniu budynku pozostawiono je niezamknięte, co przyczyniło się to do rozgrabienia wyposażenia schroniska. Wojenna zawierucha przyniosła budynkowi liczne zniszczenia, których naprawa w późniejszym okresie przeciągnęła się aż do roku 1921. Dopiero pod koniec tego roku schronisko ponownie udostępniono turystom. W kolejnych latach prowadzono dalszy remont i niewielką rozbudowę. W latach 1921–1932 na Kalatówkach gospodarzył Dominik Korzeniowski. Patronem budynku został Aleksander Bobkowski, działacz TTN i prezes Polskiego Związku Narciarskiego.
Leonard Kozłowski, który zarządzał schroniskiem w latach 1932–1936 był świadkiem największej rozbudowy obiektu w jego dziejach. W pierwszych latach jego gospodarowania na podstawie projektu Kazimierza Kaczanowskiego dobudowano dwa pokoje od strony wschodniej, oszalowano sypialnię od zachodu i południa. Obok schroniska powstały też drewutnia i wozownia, a wewnątrz głównego budynku piec kaflowy i wykonana z dykty rozmównica telefoniczna. Po tych zmianach na parterze mieściły się: kuchnia ze spiżarnią i pralnią, jadalnia, służbówka i dwie sypialnie, z kolei na poddaszu znajdowały się kolejne cztery sypialnie. Łącznie schronisko oferowało 30 miejsc noclegowych – 18 na łóżkach i 12 na siennikach.
W latach 1936–1938 gospodarzem obiektu był Mieczysław Kwaśnicki, a po jego śmierci funkcję tę sprawował Władysław Wyrobek. W tym okresie schronisko utraciło jednak na znaczeniu, gdy w związku ze zbliżającymi się mistrzostwami świata w narciarstwie TTN podjęło decyzję o budowie nowego schroniska w formie hotelu górskiego, które oddano do użytku w grudniu 1938 roku po zaledwie pięciu miesiącach prac. Po wybuchu II wojny światowej stare schronisko pełniło rolę pomocniczą wobec nowego hotelu przemianowanego na „Berghaus Krakau” – zamieniono je w budynek gospodarczy, magazyn żywności i noclegownię dla obsługi. Spłonęło na początku 1943 roku. Jako jedną z hipotez podaje się podpalenie przez nieuczciwego zarządcę hotelu Franza Kuhna. W ten sposób miał chcieć zniszczyć ślady rozkradania przez siebie dostarczanej do obiektu żywności.

## Forma architektoniczna
Drewniany budynek wykonano w stylu zakopiańskim na kamiennej podmurówce i fundamentach o głębokości co najmniej 50 cm. Pod sienią umieszczono piwniczkę o głębokości 180 cm. Od frontu na ośmiu słupkach wybudowano werandę z oknami i drzwiami zakładanymi lub zdejmowanymi w miarę potrzeb. Półszczytowy dach dwukrotnie pokryto gontem. Pierwotnie wnętrze budynku składało się z trzech pomieszczeń o wymiarach 5 × 4 m każde – dwóch izb oraz kuchni. Dodatkowe miejsca noclegowe znajdowały się na poddaszu. 